# Tamboril do Piauí
Tamboril do Piauí là một đô thị thuộc bang Piauí, Brasil. Đô thị này có diện tích 1578,64 km², dân số năm 2007 là 2897 người, mật độ 1,84 người/km².